# Gunther (Wrestler)
Walter Hahn (* 20. August 1987 in Wien), bekannt unter seinem Ringnamen Gunther (früher Walter), ist ein österreichischer Wrestler, der aktuell bei WWE unter Vertrag steht. Zuvor trat er bei unabhängigen Ligen und ab 2019 bei NXT UK auf. Sein bisher größter Erfolg ist der Erhalt der WWE World Heavyweight Championship. Er ist der erste deutschsprachige Wrestler, der einen World-Title bei WWE gewinnen konnte. Er ist zudem doppelter Rekordhalter der WWE Intercontinental Championship; mit 666 Tagen hält er sowohl den Rekord für die längste einzelne Regentschaft als auch den für die meisten kombinierten Tage als Champion. Gemeinsam mit Fabian Aichner und Marcel Barthel gründete er das Stable Imperium.
Seine größten Erfolge innerhalb der deutschsprachigen Wrestlingszene war der mehrfache Gewinn der wXw Unified World Wrestling Championship.

## Wrestling-Karriere

### Westside Xtreme Wrestling (2007–2021)

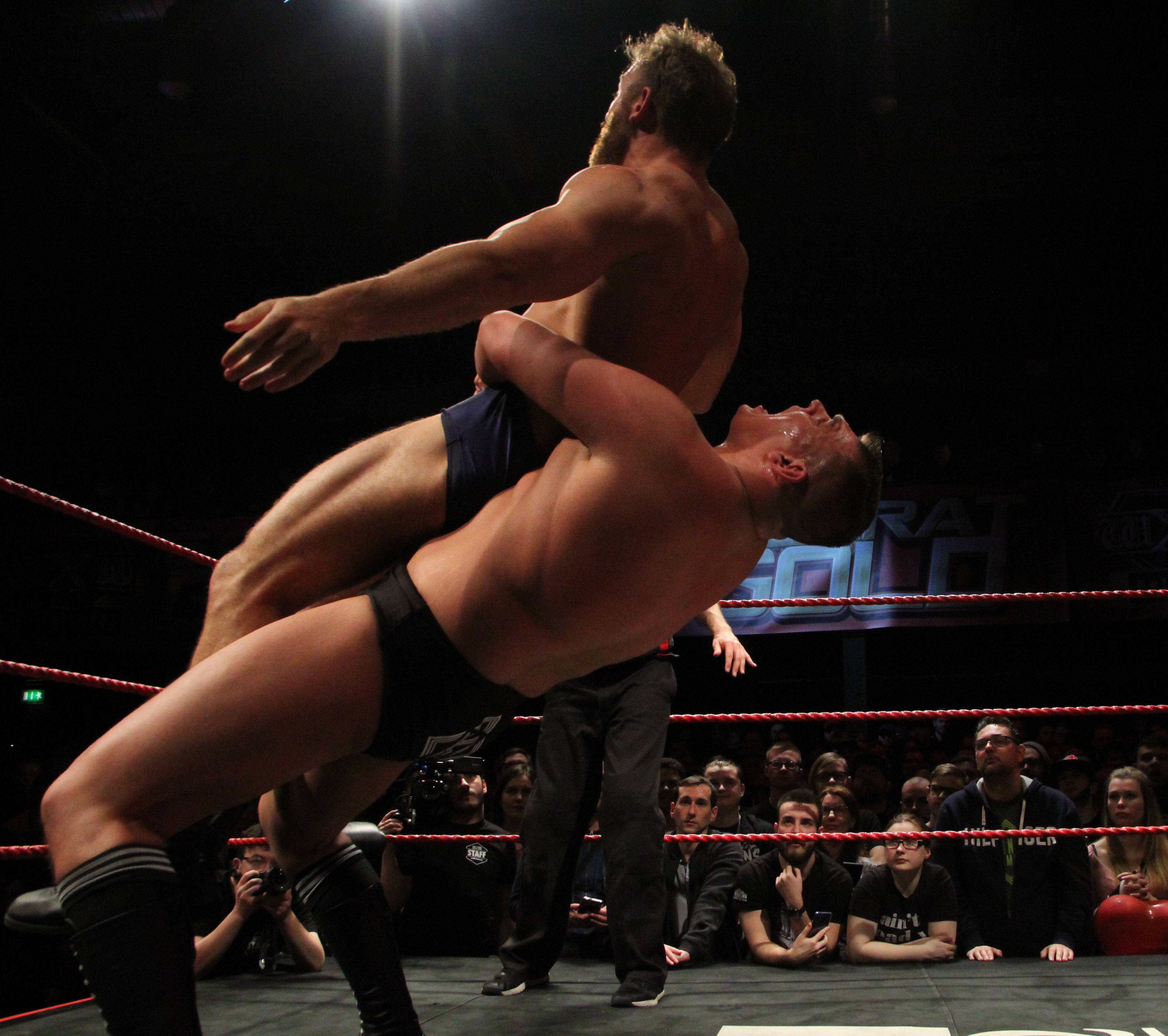
Walter führt den Suplex an Timothy Thatcher bei wXw 16 Carat Gold 2020 Night 3

Walter feierte sein Debüt bei Westside Xtreme Wrestling am 4. Mai 2007 in der Pre-Show des 16 Carat Gold Tournament. Am 2. Oktober 2010 besiegte er in Oberhausen Zack Sabre Jr. und gewann damit die wXw Unified World Wrestling Championship. Am 15. Jänner 2011 verlor er den Titel gegen Daisuke Sekimoto, gewann ihn jedoch noch im selben Jahr am 2. Mai 2011 im Rahmen einer Big Japan Pro Wrestling Veranstaltung in Tokyo, Japan wieder zurück. Danach hielt er den Titel für 383 Tage, ehe er ihn am 19. Mai 2012 gegen El Generico verlor. Am 27. Juli 2014 gewann er den Titel ein drittes Mal, indem er Tommy End bei der Fans Appreciation Night besiegte, verlor ihn dann aber wieder gegen Karsten Beck am 17. Jänner 2015.

### Progress Wrestling (2015–2019)
Walter debütierte am 24. Mai 2015 als Big Daddy Walter bei Progress Wrestling im Rahmen des 2015 Super Strong Style 16 Tournament im Electric Ballroom in London, in dem er in der ersten Runde gegen Rampage Brown verlor. 2016 nahm er erneut am Super Strong Style 16 Tournament teil und erreichte das Viertelfinale, wo er von Chris Hero eliminiert wurde.

### World Wrestling Entertainment (seit 2019)

#### Debüt und Rekordregentschaft als United Kingdom Champion (2019–2021)
Walter feierte sein WWE-Debüt am 12. Januar 2019 bei NXT UK TakeOver: Blackpool, indem er den amtierenden WWE United Kingdom Champion Pete Dunne nach dessen erfolgreicher Titelverteidigung konfrontierte. In der darauf folgenden Woche konfrontierte Walter Pete Dunne erneut im Ring. Obwohl er dabei nichts sagte, machte er klar, dass er es auf Dunnes Titel abgesehen hatte. In der NXT-UK-Ausgabe vom 2. Februar 2019 feierte Walter gegen Jack Starz sein Debüt im Ring. Er schlug Starz in weniger als vier Minuten.
Bei NXT TakeOver: New York besiegte Walter am 6. April 2019 schließlich Pete Dunne, beendete Dunne‘s Rekord-Regentschaft von 685 Tagen und wurde der neue WWE United Kingdom Champion.
In der Ausgabe von NXT UK am 22. Mai gewann Walter nach Eingreifen der European Union (Fabian Aichner und Marcel Barthel) einen Rückkampf um die United Kingdom Championship gegen Dunne und etablierte sich damit als Heel. Gleichzeitig vereinigte er damit die ehemalige Gruppierung Ringkampf, aber unter dem neuen NXT-Namen Imperium. Am 24. November 2019 bestritt er bei WWE Survivor Series zusammen mit Damian Priest, Matt Riddle, Keith Lee und Tommaso Ciampa (als Team NXT) ein Traditional Survivor Series Elimination Match gegen Drew McIntyre, Ricochet, Seth Rollins, Randy Orton, Kevin Owens (als Team Raw), Braun Strowman, King Corbin, Mustafa Ali, Shorty G. und Roman Reigns (als Team SmackDown). In diesem Match wurde Walter als erster Teilnehmer eliminiert. Am 19. Februar 2021 wurde er der am längsten amtierende WWE NXT UK Champion, indem er den 685-Tage-Rekord von Dunne brach. Somit wurde er auch zum längsten amtierenden Champion der WWE seit 1988. Die Regentschaft als NXT UK Champion hielt 870 Tage und er verlor den Titel schlussendlich am 22. August 2021 bei NXT TakeOver: 36 an Ilja Dragunov.

#### Namensänderung und Aufstieg ins Main Roster (2022)
Bei der NXT-Ausgabe vom 18. Jänner 2022 gab er bekannt, dass er fortan unter dem Namen Gunther antreten wird. Ursprünglich war der Name Gunther Stark für ihn vorgesehen, den die WWE bereits patentieren ließ. Günther Stark war jedoch ein Offizier der NS-Kriegsmarine und die WWE ließ den Nachnamen weg. Der Verband äußerte sich nicht dazu, ob die Namensgleichheit bewusst gewählt oder zufällig zustande gekommen war. Gunther behielt sowohl seinen Beinamen „Ringgeneral“ als auch seine militante Ästhetik, die mehrfach als „Spiel mit NS-Symbolik“ bezeichnet wurde. Der Wrestler Sheamus kommentierte Gunthers Gimmick auf Social Media mit: „Hmmm... ein Österreicher mit einem lustigen Haarschnitt, der ein Faible für Militärmäntel hat, seine Überlegenheit über andere verkündet, mit Deutschen abhängt und seinen italienischen Verbündeten verrät.“ (Hmmm.. an Austrian with a funny haircut, has a thing for military style coats, proclaims superiority over others, hangs out with Germans and betrays his Italian ally..). Am 2. April 2022 besiegte er LA Knight bei NXT Stand & Deliver (2022). Am 8. April 2022 debütierte er bei SmackDown und besiegte Joe Alonzo.

#### Rekordregentschaft als Intercontinental Champion (2022–2024)
Am 10. Juni 2022 gewann er die WWE Intercontinental Championship, hierfür besiegte er Ricochet. Es folgten Matches gegen Shinsuke Nakamura, Sheamus, Rey Mysterio und Braun Strowman, in denen er allesamt seinen Titel verteidigen konnte. Beim Royal Rumble 2023 kam er mit der Nummer 1 in das Royal Rumble Match der Männer. Er konnte sich bis zum Schluss im Match halten und musste sich am Ende nur dem Sieger Cody Rhodes geschlagen geben, der als Nummer 30 das Rumble Match betrat. Da Gunther über 70 Minuten im Rumble Match war, bevor er eliminiert wurde, brach er den bisherigen Rekord von Rey Mysterio als längster Teilnehmer in einem Royal Rumble Match. Bei der Großveranstaltung WrestleMania 39 verteidigte er seinen Titel in einem Triple Threat Match gegen Sheamus und Drew McIntyre. Dave Meltzer gab dafür eine Fünf-Sterne-Wertung, die insgesamt sechste für ein Match mit Gunthers Beteiligung.
Am 28. April 2023 wurden er und Imperium zu Raw gedraftet. In der Folge trat er gegen Mustafa Ali, Kevin Owens und Matt Riddle an. Beim SummerSlam 2023 kam es in Detroit zu einem weiteren Titelkampf gegen Drew McIntyre, bei dem Gunther erneut durch Pinfall siegte.
Bei Wrestlemania XL verlor er den Titel nach 666 Tagen Regentschaft schließlich an Sami Zayn. Damit war Gunthers Regentschaft die längste in der Geschichte der Intercontinental Championship. Er brach den bisherigen Rekord von The Honky Tonk Man, der ab Juni 1987 454 Tage Champion war. Mit 666 Tagen ist Gunther auch Rekordhalter der absoluten Regentschaften.
Im Mai 2024 gewann Gunther das King of the Ring Turnier und besiegte im Finale Randy Orton. Das qualifizierte ihn zu einem World-Title-Match beim SummerSlam.

#### Erster Run als World Heavyweight Champion (2024–2025)
Am 3. August 2024 beim SummerSlam in Cleveland trat Gunther gegen den amtierenden World Heavyweight Champion Damien Priest an. Der Fehde wurde eine Storyline um Klassismus zugrunde gelegt. Der in „privilegierten Verhältnissen“ groß gewordene Ringgeneral wollte dem Heavyweight Titel erneut Prestige verleihen, das durch Damien Priest, der „auf der Straße“ groß geworden war, verloren gegangen sei. Gunther gewann, nachdem Finn Bálor, Stable-Partner von Priest (The Judgement Day) zugunsten von Gunther eingegriffen hatte und gegen Priest turnte. Gunther wurde somit zum ersten deutschsprachigen World Champion der WWE-Geschichte. Zuvor konnte lediglich sein Landsmann Otto Wanz als einziger Wrestler aus dem deutschen Sprachraum einen World-Title in einer größeren US-amerikanischen Liga gewinnen; Wanz erhielt 1982 die AWA World Heavyweight Championship.
Gunthers Regentschaft endete bei Wrestlemania 41, als er sich Jey Uso im Eröffnungskampf der Show am 19. April durch Aufgabe geschlagen geben musste. In der darauffolgenden Ausgabe von Raw griff er die beiden Moderatoren Michael Cole und Pat McAfee an, weswegen er im Anschluss suspendiert wurde. Bei Backlash traf Gunther dann auf McAfee, wobei er erwartungsgemäß das Match nicht nur gewann, sondern auch deutlich dominierte.

#### Zweiter Run als World Heavyweight Champion (2025)
Bei RAW nach Money in the Bank am 9. Juni 2025 trat er gegen Jey Uso zu einem Rückmatch an und konnte den Titelträger per Submission besiegen. Damit wurde Gunther zum zweiten Mal World Heavyweight Champion. 
Bill Goldberg kehrte am 16. Juni 2025 zu WWE Monday Night RAW zurück und konfrontierte Gunther während dessen Titel-Feier. Dies leitete eine Fehde zwischen den beiden ein, die in einem Match bei WWE Saturday Night's Main Event am 12. Juli 2025 in Atlanta gipfelte. Dieser Kampf war gleichzeitig Goldbergs Retirement Match, das Gunther gewann, in dem er Goldberg im Sleeper Hold das Bewusstsein raubte. 
Beim Summerslam 2025 verlor er im Main Event des ersten Tages am 2. August seinen Titel an CM Punk.

## Titel und Auszeichnungen

Gunther hält den Rekord für die längste Regentschaft als Intercontinental Champion mit 666 Tagen

### Titel
- Defiant Wrestling
  - 1× Defiant Internet Champion

- European Wrestling Promotion
  - 1× EWP Tag Team Champion mit Michael Kovac

- German Stampede Wrestling
  - 1× GSW Tag Team Champion mit HBD SAS

- Over The Top Wrestling
  - 1× OTT Champion

- Progress Wrestling
  - 1× Progress Unified World Champion
  - 3× Progress Atlas Champion

- Pro Wrestling Fighters
  - 1× PWF North-European Champion

- Pro Wrestling Guerrilla
  - 1× PWG World Champion

- TNT Extreme Wrestling
  - 1× TNT World Champion

- Westside Xtreme Wrestling
  - 3× wXw Unified World Wrestling Champion
  - 4× wXw World Tag Team Champion jeweils 1× mit Ilja Dragunov, Robert Dreissker, Timothy Thatcher und Zack Sabre Jr.

- World Wrestling Entertainment
  - 2× World Heavyweight Champion
  - 1× WWE Intercontinental Champion (längste Regentschaft)
  - 1× NXT United Kingdom Champion

### Auszeichnungen
- Fight Club: PRO
  - 2018: Infinity Trophy Sieger

- Rings of Europe
  - 2006: 20 Man Halloween Rumble Sieger

- Westside Xtreme Wrestling
  - 2010: 16 Carat Gold Tournament Sieger
  - 2015, 2017: Tag Team Festival/League-Sieger mit Zack Sabre Jr. und Timothy Thatcher
  - 2019: Ambition 11 Tournament Sieger

- World Wrestling Entertainment
  - 2024: King of the Ring